# Metropolia di Irkutsk

Localizzazione dell'oblast' di Irkutsk.

La metropolia di Irkutsk (in russo Иркутская митрополия?) è una delle province ecclesiastiche che costituiscono la Chiesa ortodossa russa.
Istituita dal Santo Sinodo il 6 ottobre 2011, comprende l'intera oblast' di Irkutsk nel circondario federale della Siberia.
È costituita da tre eparchie:
- Eparchia di Irkutsk
- Eparchia di Bratsk
- Eparchia di Sajansk

Sede della metropolia è la città di Irkutsk, il cui vescovo ha il titolo di "Metropolita di Irkutsk e Angarsk".